# Saint-Pardoux-le-Lac
Saint-Pardoux-le-Lac é uma comuna francesa na região administrativa da Nova Aquitânia, no departamento de Alto Vienne. Estende-se por uma área de 67.40 km². Em 2010 a comuna tinha 1 338 habitantes (densidade: 19,9 hab./km²).
Foi criada em 1 de janeiro de 2019, a partir da fusão das antigas comunas de Roussac (sede da comuna), Saint-Pardoux e Saint-Symphorien-sur-Couze.